# Рагби 15 репрезентација Бразила
Рагби јунион репрезентација Бразила је рагби јунион тим који представља Бразил у овом екипном спорту. Први рагби клуб у Бразилу основан је крајем 19. века, тачније 1891. у престоници Рио де Жанеиру. Бразил је у рагбију драстично слабији од Аргентине. 2012. Рагби јунион репрезентација Аргентине демолирала је Бразилце са 110-0. Селектор бразилске рагби репрезентације је Родолфо Амбросио, а најбољи поентер је Денијел Грег. Најубедљивију победу Бразил је остварио против Коста Рике, било је 95-0. Данас у Бразилу има око 16 000 регистрованих рагбиста и 300 рагби клубова.